# Luna rossa (película de 1998)
Luna rossa (Luna roja) es una película del género “ensayo musical”, del 1991, dirigida por el cineasta alemán Georg Brintrup. 

## Argumento
Usando la música como fondo, la película hace un viaje en la « psyché » colectiva del pueblo napolitano, desde la antigüedad hasta nuestros días. Dos Napolitanos, Tony y Ciro, recorren en automóvil las calles de su ciudad, mientras escuchan, durante ese viaje intraurbano, la célebre canción Luna Rossa. De forma intempestiva, la música es interrumpida para dejar lugar a la noticia del enésimo crimen de la « camorra ». Los dos hombres comentan, lamentándose que su ciudad está enferma, como enferma está la Canción napolitana (como género, ndt). En nuestros días, esta última duerme, como duerme el Vesuvio.
Los 2 viajeros llegan a su destino: Un teatro en el cual se están llevando a cabo tomas para una película. Tony, un cantante y Ciro, un mimo (Pulcinella), se encuentran sobre la escena. En efecto, ambos participan en la película, que estudia las raíces de la canción napolitana. Al final, los dos protagonistas principales vuelven a tomar el coche y siguen recorriendo la ciudad. Su reflexión los lleva a la conclusión de que, al contrario de lo que se pueda pensar y a su pesimismo del inicio, la canción napolitana está viva, aún si algunas veces puede parecer dormida, exactamente como el volcán.
Este marco dramático sirve para dar la palabra a la gente común de la ciudad, a las voces de los ciudadanos ordinarios. Gracias a los comentarios de los « transeúntes », la mirada sobre Nápoles se deshace para restablecerse después, como la imagen de un Caleidoscopio. Cada uno ve su ciudad con la distancia de un extranjero: El pescadero, el artesano, el ama de casa, el cura, el profesor, el mercader de frutas y verduras, la lavandera, los viejos y los niños, todos ellos se expresan con los temas que forman la base de la música napolitana.
En esta forma, la película presenta la canción napolitana en su contexto cotidiano, complejo y dinámico. Este género musical no está limitado a una categoría ni a una clasificación. Se presenta como un fenómeno vivo, necesario al temperamento de los Napolitanos.

## Intérpretes y Personajes
- Lello Giulivo: Tony (un cantante)
- Michele Monetta: Ciro (un mimo)
- Riccardo Zinna: El loco
- Ernesto Lama: Un cantante
- Salvatore Gatto: El abarrotero

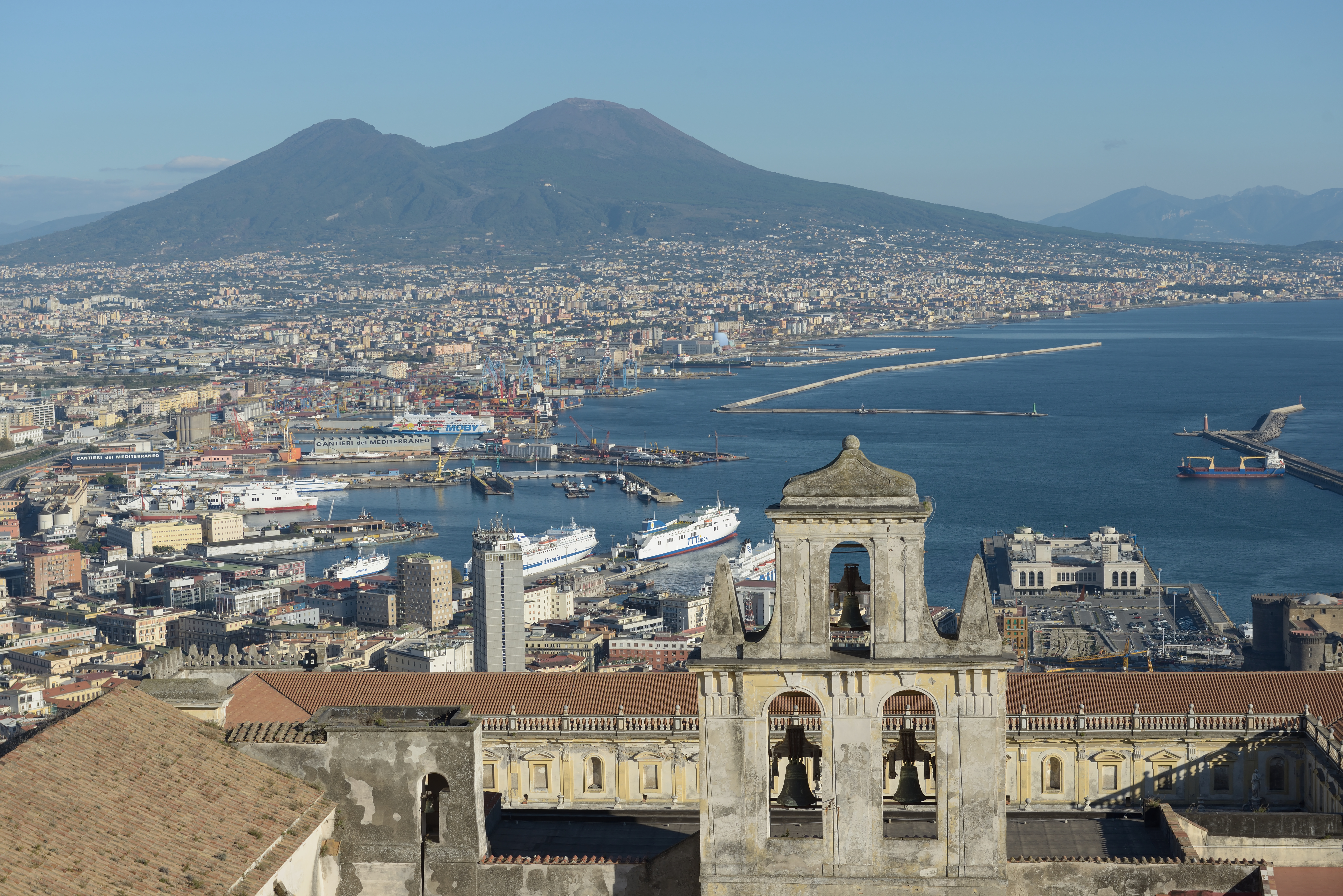
Naples et le Vésuve

- Antonella Stefanucci: La lavandera
- Riccardo de Luca: El cura
- Carmen Femiano: La cantante
- Imma Villa: El ama de casa

## Comentario
« El Napolitano no se interesa en la verdad, ya que cada verdad es, en el fondo, fea. Tampoco le concede una gran importancia a la utilidad. Nápoles se basa en las sensaciones. En Nápoles reínan los sentimientos. »  La película comienza con esta explicación, que es una cita libre del filósofo germano-estonio Hermann Graf Keyserling. Por otra parte, este largometraje de prácticamente una hora, no tiene un desarrollo dramático propiamente dicho, sino que aparece como un « collage » de miradas sobre la ciudad de Nápoles, acompañadas por la música. Y son los propios Napolitanos, esos « transeúntes » interpretados por actores o por no profesionales del cine que dan sus comentarios sobre los diferentes aspectos de la ciudad ».  

## Recepción crítica
Bernard Mérigaud en Télérama (No.2561) del 10 de febrero de 1999:

Este retrato de Nápoles se asemeja a una pintura de Archimboldo, el cual presenta a sus personajes a partir de un solo tipo de objetos : legumbres, pescados, flores, etc.. Aquí, el director usa simplemente la música para pintar la ciudad, en una mezcla de tonos diversos que se alcanza con la lengua hablada, con susurros de voces, con murmullos de un mundo sometido a los espasmos amenazadores del Vesuvio. No hay verdaderos comentarios en esta evocación que juega con las máscaras de arlequines ; hay, sí, palabras conciliadoras o declamatorias teñidas con un sabroso gusto filosófico y popular.

Raffaella Leveque, en “Il Mattino” del 30 de marzo de 1998:

Más que un verdadero documental, Luna Rossa es una película de ficción que se presenta « de incógnito ». Es el cuento de dos personajes, de dos figuras-símbolo que pasean por las calles de Nápoles, en lugares históricos y sugestivos que construirán nuevamente la evolución de la canción popular napolitana y de sus intérpretes más representativos. Con la mirada distanciada de un extranjero, Luna Rossa nos cuenta acerca de una ciudad nostálgica en la que el amor por las canciones permanece siendo el mismo a través de las épocas, dejando a un lado modas y cambios.

## Nota bibliográfica
- Hermann Graf Keyserling, Südamerikanische Meditationen (Meditaciónes Sudamericanos). Deutsche Verlagsanstalt, Berlin/Stuttgart 1932